# Скиатос
Скиатос (на гръцки: Σκιάθος) е малък гръцки остров в Егейско море. Скиатос е най-западният остров от групата острови на Северните Споради. На запад са разположени континенталната суша и Магнисия, а на изток – островът Скопелос.
Пълната площ на Скиатос е 50 km². Основното населено място на острова е град Скиатос (с население 6610 през 2011 г.). други населени места са Касанемос (195), Каливия (179), Тулос (159) и Кукунарес (126).
Въпреки малката си площ Скиатос е известно туристическо направление. На него са разположени повече от 60 плажа, разпръснати по дългата 44 km крайбрежна ивица.

## Транспорт

### Фериботни линии
Фериботни линии свързват Скиатос и останалите острови на Спорадите с континенталната суша. Основни изходни точки са:
- порт Волос (40 морски мили). Линиите се обслужват няколко пъти дневно от компаниите Blue Star Ferries, Anes Ferries и Aegean Flying Dolphins с времетраене на пътуването между 1:30 – 2:30 часа и цена на билета около €30
- порт Солун (140 морски мили през Алонисос и Скопелос) с разписание няколко курса седмично на компанията Sea Jets, времетраене на пътуването около 3:00 часа и цена на билета около €60
- порт Агиос Константинос в Малиакския залив (45 морски мили) с разписание един курс дневно, времетраене на пътуването около 4:00 часа и цена на билета около €30

### Въздушен транспорт
Отдалечено на 1,5 km от главния град Скиатос в североизточна посока се намира островното летище „Александрос Пападиамантис“, обслужващо вътрешни и международни полети. За 2023 година летището е обслужило 552 844 пасажери с 5159 полета, основно от Великобритания (196 906 души с 1485 полета), Италия (101 986 души със 701 полета) и местни посетители (58 821 души с 1326 полета). Летището е най-натоварено през месеците юли и август съответно с 1231 и 1241 полета. Минумумът на въздушния трафик е през зимата средно с 30 полета месечно към вътрешни дестинации.
От 2024 година компанията RyanAir поддържа двупосочна линия България – Скиатос в периода от 01.06 до 28.09 веднъж седмично в събота с продължителност на полета 1:20 часа.

### Автобусни линии
По време на туристическия сезон има редовен автобусен транспорт от град Скиатос до плажа Кукунарес на югозапад.

### Пътна мрежа
По източния и южния бряг са изградени модерни автомобилни пътища. Други по-малки черни пътища, някои от които павирани, се отклоняват към вътрешността на острова и северозападната му част.